# Johann Georg Hiedler
Johann Georg Hiedler (pokřtěn 28. února 1792 Weitra – 9. února 1857 Weitra) byl rakouský tovaryš a oficiálně uznávaný děd Adolfa Hitlera. Jeho otcovství je však zpochybňováno moderními historiky.

## Životopis
Johann Georg Hiedler se narodil ve městě Weitra ve čtvrti Spital. Byl pokřtěn 28. února 1792, přesné datum narození není známo. Jeho otcem byl Martin Hiedler a matkou Anna Maria Göschl.
Živil se jako potulný mlynářský tovaryš. V roce 1824 se oženil se svou první ženou, ta ovšem zemřela o pět měsíců později při porodu dítěte. Roku 1842 se oženil podruhé, tentokrát s Marií Annou Schicklgruberovou a stal se tak otčímem jejího pětiletého syna Aloise. Ačkoliv bylo později tvrzeno, že Johann Georg zplodil Aloise před sňatkem s Marií, není to pravda a ani Johann Georg se k tomuto tvrzení nepřiznal.
Johann Georg zemřel 9. února 1857 ve Weitře.